# Stankowo (województwo wielkopolskie)
Stankowo – wieś w Polsce położona w województwie wielkopolskim, w powiecie gostyńskim, w gminie Gostyń.

## Historia
Miejscowość pierwotnie związana była z Wielkopolską. Istnieje co najmniej od końca XIV wieku. Wymieniona w 1230 w łacińskim falsyfikacie dokumentu z 1181 jako „Stanchouo”, 1258 „Stanchovo”, 1360 „Stankowo”, 1483 „Sthankowo”.
W literaturze wspominane jest grodzisko w Stankowie ale archeolodzy nie znaleźli jego śladów w terenie i  prawdobnie chodzi tutaj o obiekt w sąsiednim Siemowie.
Miejscowość była wsią kościelną własnością opactwa benedyktyńskiego w Lubiniu. W 1530 leżała w powiecie kościańskim Korony Królestwa Polskiego. W 1510 leżała w parafii Lubiń.
Pierwszy zachowany zapis z 1181 pochodzi, wg. zachowanego falsyfikatu wystawionego ok. 1230, z kancelarii księcia wielkopolskiego Władysława III Laskonogiego, który wymienił wieś Stankowo w zapisie „Stanchouo” wśród posiadłości benedyktynów z Lubinia. Odnotowano w nim, że wieś podlega setnikowi w Kuszkowie. W 1258 ksiązę wielkopolski Bolesław Pobożny zatwierdził ten przywilej księcia wielkopolskiego Władysława III Laskonogiego potwierdzającego dobra klasztoru w Lubiniu i wymieniającego m.in. wieś Stankowo. Falsyfikat z 1302 dokumentu wystawionego w 1294 przez kancelarię księcia wielkopolskiego Przemysła II potwierdził posiadłości benedynków lubińskich wymieniając w swojej treści m.in. wieś Stankowo.
Zachował się akt lokacyjny wsi z 1366 wystawiony przez opata lubińskiego Jana, który w imieniu konwentu sprzedał opatrznym Andrzejowi i Piotrowi sołectwo w Stankowie za 5 grzywien w celu lokowania tej wsi na prawie niemieckim. Akt lokacyjny opisał okolicę, a także prawa i obowiązki mieszkańców. Nowe sołectwo miało obejmować dwa łany roli, dwa ogrody oraz małą łąkę zwaną „Lubodroże”. Sołtysowi zezwolono na założenie we wsi karczmy, młyna, który nie mógł być postawiony na rzece Obrze, piekarni albo stępy, jatek mięsnej i chlebowej, zakładu kowalskiego oraz szewskiego. Sołtys otrzymał prawo pobierania 1/3 opłat sądowych oraz całych opłat za rezygnacje oraz zeznania. Był także zobowiązany do służby dla klasztoru na koniu wartości jednej kopy groszy. Sołtysowi przyznano również prawo do wypasania 200 owiec oprócz stada wiejskiego. Mieszkańcom wsi na 12 lat przyznano wolniznę czyli zwolnienie od podatków królewskich, a od czynszów dla klasztoru na 13 lat. Po upływie tego okresu mieszkańcy mieli dawać klasztorowi w naturze po ćwiertni pszenicy, 3 ćwiertni żyta, 4 ćwiertni owsa, jedną ćwiertnię chmielu oraz tytułem dziesięciny jeden wiardunek. W czasie zwyczajowych sądów gajonych kmiecie byli zobowiązani do dawania sędziom dwóch posiłków, a sołtys jeden posiłek, lub do zapłaty po 4 skudy za jeden posiłek. Kmiecie stankowscy mieli także trzy razy w roku orać dla klasztoru. Na Wielkanoc mieli także dawać 15 jaj oraz połeć mięsa albo 3 skudy, a 8 września (Narodzenie NMP) po dwa kurczaki z każdego domu.
Kolejny dokument z 1421 sygnowany przez opata lubińskiego Wojciecha za zgodą braci zakonnych powierzał sołectwo w Stankowie Zofii, jej mężowi Mikołajowi oraz synom Adamowi i Maciejowi. Sołectwo obejmowało wtedy 2 łany, 2 ogrody oraz małą łąkę zwaną „Lubodroże”, karczmę, młyn na rzece Kielśnica, jatkę mięsną. Sołtys miał prawo do 1/3 opłat sądowych, całości opłat za rezygnację oraz zeznania, a także prawo wypasania 200 owiec poza stadem wiejskim. Sołtys zobowiązany został także do służby dla klasztoru na koniu wartości 2 kóp groszy. W dokumencie określono również obowiązki mieszkańców wsi. Został on transumowany w 1606 przez opata lubińskiego Jakuba Łempickiego.
W 1442 Stanisław opat lubiński transumowałe dokument dotyczący młyna w Stankowie wystawionego w 1360 dając młynarzowi Wawrzyńcowi Golskiemu łąkę zwaną „Poręba” leżącą za młynem, a także ogród leżący na środku stawu młyńskiego, na wyspie zwanej „Ostrów Młyński”. Młynarza płacił rocznie z tych gruntów 0,5 grzywny w półgroszach oraz 4 kurczaki.
Miejscowość odnotowano również w historycznych rejestrach poborowych. W 1510 w Stankowie było 2 i 3/4 łana osiadłego oraz kilka łanów opuszczonych. We wsi odnotowano także karczmarza, który zajmował się też warzeniem piwa. W 1530 miał  miejsce pobór od jednego łana. W 1563 pobrano podatki od 3 i 3/4 łana osiadłego, dwóch łanów sołtysa, młyna wodnego dziedzicznego o dwóch kołach walnych oraz od karczmarza, który warzył piwo. W 1571 miał miejsce pobór od 3 łanów osiadłych, 2 i 1/4 łana sołeckiego, 2 zagrodników, młyna wodnego o 2 kołach. W 1580 pobrano podatki od 3,5 łana, dwóch łanów sołeckich, dwóch zagrodników, młyna korzecznika o dwóch kołach.
W 1665 opat lubiński Stefan Piasecki włączył wieś Stankowo do majątku konwentu lubińskiego. Wieś posiadała wówczas karczmę, młyn wodny na rzece Obrze oraz sołectwo.
Wieś duchowna, własność opata benedyktynów w Lubiniu pod koniec XVI wieku leżała w powiecie kościańskim województwa poznańskiego w Rzeczypospolitej Obojga Narodów.
Wskutek II rozbioru Polski w 1793, miejscowość przeszła pod władanie Prus i jak cała Wielkopolska znalazła się w zaborze pruskim. W okresie Wielkiego Księstwa Poznańskiego (1815-1848) miejscowość wzmiankowana jako Stankowo należała do wsi większych w ówczesnym pruskim powiecie Kosten rejencji poznańskiej. Stankowo należało do majątku Jerka, którego właścicielem był wówczas (1846) rząd pruski w Berlinie (w Jerce znajdował się urząd pruski). W skład majątku Jerka wchodziło łącznie 16 wsi. Według spisu urzędowego z 1837 roku Stankowo liczyło 138 mieszkańców, którzy zamieszkiwali 21 dymów (domostw).
W latach 1975–1998 miejscowość położona była w województwie leszczyńskim.